# Okres Bánovce nad Bebravou
Bánovce nad Bebravou is een district (Slowaaks: Okres) in de Slowaakse regio Trenčín. De hoofdstad is Bánovce nad Bebravou. Het district bestaat uit 1 stad (Slowaaks: Mesto) en 42 gemeenten (Slowaaks: Obec).

## Steden
- Bánovce nad Bebravou

## Lijst van gemeenten
| - Borčany - Brezolupy - Cimenná - Čierna Lehota - Dežerice - Dolné Naštice - Dubnička - Dvorec - Haláčovce - Horné Naštice - Chudá Lehota - Krásna Ves - Kšinná - Libichava | - Ľutov - Malá Hradná - Malé Hoste - Miezgovce - Nedašovce - Omastiná - Otrhánky - Pečeňany - Podlužany - Pochabany - Pravotice - Prusy - Ruskovce - Rybany | - Slatina nad Bebravou - Slatinka nad Bebravou - Šípkov - Šišov - Timoradza - Trebichava - Uhrovec - Uhrovské Podhradie - Veľké Držkovce - Veľké Hoste - Veľké Chlievany - Vysočany - Zlatníky - Žitná-Radiša |

Okres Bánovce nad Bebravou · Okres Ilava · Okres Myjava · Okres Nové Mesto nad Váhom · Okres Partizánske · Okres Považská Bystrica · Okres Prievidza · Okres Púchov · Okres Trenčín